# Kostel svatého Ondřeje (Slezské Pavlovice)
Kostel svatého Ondřeje v obci Slezské Pavlovice (okres Bruntál) je filiální kostel, který byl postaven v roce 1798 a je kulturní památka České republiky.

## Historie
První písemná zmínka o obci Světlá (Světlá Hora) je z roku 1267. V roce 1853 byla zahájená stavba kostela. Na návrh olomouckého arcibiskupa Bedřicha Fürstenberga byl v letech 1869–1871 postaven novogotický hřbitovní kostel podle projektu arcibiskupského architekta Gustava Meretta.
V roce 1957 spadla chátrající věž, nová byla postavena nižší. V letech 1988 až 1992 byl kostel opraven a rekonstruován. Po opravách byl v roce 1992 znovu vysvěcen. V roce 2003 byla provedena celková obnova zvonové stolice.
Kostel sv. Ondřeje spravuje Římskokatolická farnost Osoblaha, Děkanát Krnov.

## Popis
Jednolodní novogotická podélná zděná stavba s pětibokým presbytářem. V ose průčelí vystupuje kvádrová věž s nárožními podpěráky.